# Эстремадурцы

Флаг автономного сообщества Эстремадура

Эстремаду́рцы (эстр. estremeñus, исп. extremeños) — романоязычная этническая/региональная общность, населяющая территорию автономного сообщества Эстремадура в Испании, в центральной и юго-западной частях Пиренейского полуострова на границе с Португалией. Проживают также в других областях Испании и в латиноамериканских странах. Говорят на испанском языке, в сельских районах пользуются местными говорами разных диалектных групп, большинство из которых относится к говорам южнокастильского диалектного ареала.
По данным Большой российской энциклопедии, к 2008 году в Испании проживало свыше 1 млн эстремадурцев.
В составе эстремадурцев выделяется небольшая по численности этнолокальная группа урдано, населяющая горные районы Лас-Урдес на севере Эстремадуры.

## История
Сохранение местных диалектов, этнографического своеобразия и традиционного экономического уклада в Эстремадуре, как и в других областях Испании, было следствием ослабления политических и экономических связей внутри страны, начавшегося с XVI века. На рубеже XVI—XVII веков в стране начался экономический кризис, сопровождавшийся политическим кризисом, в том числе из-за последствий Англо-испанской войны и Нидерландской революции. В дальнейшем сохранению региональных различий способствовало территориальное деление Испании на провинции с широкими правами самоуправления — одной из таких провинций была Эстремадура.
В 1983 году Эстремадура получила права автономного сообщества.
Региональное движение в Эстремадуре представляют две партии — Коалиция Эстремадуры (eXtremeños) и Объединённая Эстремадура. Электоральная поддержка этих партий в настоящее время остаётся сравнительно небольшой.

## Идентичность
По данным социологических исследований, опубликованным в 2006 году, эстремадурцы имеют высокий уровень региональной идентичности (как и в большинстве регионов Испании), которая сосуществует с общеиспанской идентичностью (75,3 %). Доля тех, кто осознаёт себя только эстремадурцем (1,9 %) или больше эстремадурцем, чем испанцем (13,4 %) относительно невелика, как и тех, кто считает себя только испанцем (3,3 %) или больше испанцем, чем эстремадурцем (5,6 %).

## Традиционные занятия
Основный традиционный тип хозяйственной деятельности, как и в остальной Испании — пашенное земледелие. На богарных землях выращивается пшеница, ячмень и овёс. Традиционно, как и в Андалусии, распространено выращивание бобовых. Развита отрасль хлопководства (в долине реки Гвадианы). Как и в других регионах страны возделывают оливки и виноград. В животноводстве ведущую роль играет разведение свиней. До второй половины XX века в Эстремадуре сохранялись пути (каньядос), по которым скот перегоняли с летних на зимние пастбища. Первый путь (Висана) начинался от летних пастбищ южных склонов Кантабрийских гор, второй (Леонский) — от летних пастбищ в горах Астурии и Сантандера. Оба пути заканчивались на зимних пастбищах Эстремадуры. Дольше, чем в других регионах Испании, вплоть до середины XX века в Эстремадуре, как и в сельских районах Кастилии и Андалусии, широко был распространён вьючный скот (мулы и ослы).
Традиционным занятием эстремадурцев было производство керамической посуды. Современным центром художественной керамики в Эстремадуре является селение Сальватьерра-де-лос-Баррос. Гончарные изделия отличаются здесь наибольшей «чистотой» народного стиля, не затронутого влиянием профессионального искусства. Наиболее распространёнными изделиями в Сальватьерра-де-лос-Барросе являются ботихос и кувшины с одной ручкой из пористой терракоты. Наиболее часто встречаемый орнамент — цветы и листья, обозначенные тщательной шлифовкой. Также широко была распространена в Эстремадуре ковка железа. Регион стал известен как центр оригинальной испанской ковки с XVII века. Наиболее распространён эстремадурский стиль «витого железа» с основным мотивом волюты, который со временем был заимствован в Саламанке, Саморе и Андалусии. Для данного стиля характерно вплетение в общую цепь «завитков» фигур животных, фантастических химер, сказочных персонажей и т. п. Ремесленные мастерские ковщиков, работающие по традиционным технологиям, сохранялись в Эстремадуре до середины XX века.

## Тип поселения и жилища
Сельские поселения эстремадурцев (пуэбло), насчитывающие до нескольких тысяч дворов, схожи с ла-манчскими и северноандалузскими поселениями. Расстояния между пуэбло, как правило, сравнительно большие — до 15—20 километров. Преобладающий тип поселений — кучевые. Дома строили в основном из сырцового кирпича на каменном фундаменте с двух- или четырёхскатной черепичной крышей, иногда с каркасным верхним этажом, и так же, как и в Ла-Манче, стены домов белили. Хозяйственные постройки образовывали замкнутый двор за домом.

## Языки

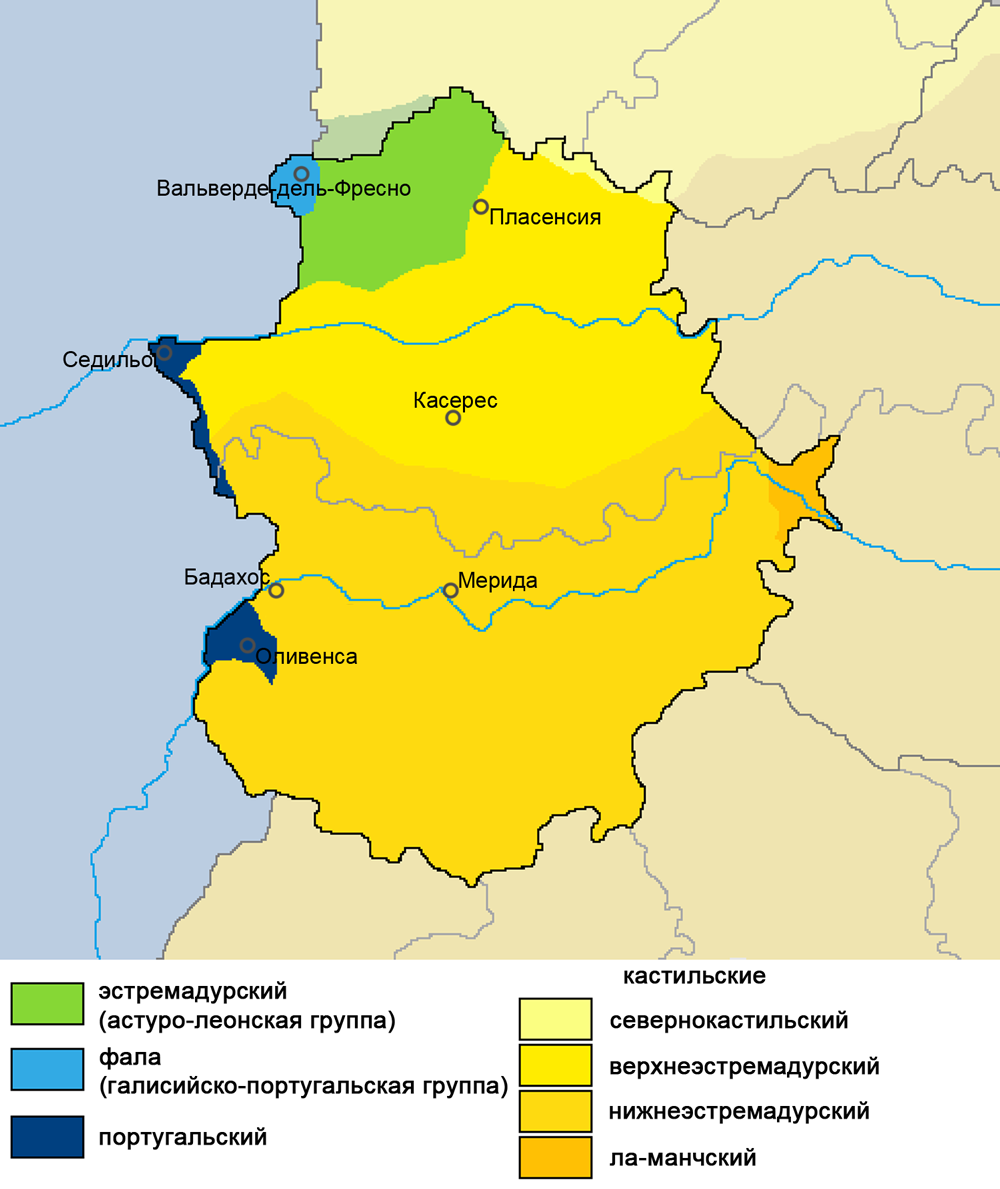
Языки и диалекты на территории Эстремадуры

Помимо стандартного испанского языка среди эстремадурцев (в основном сельских жителей) по всей территории региона, исключая его северо-западную часть, распространены эстремадурские говоры, близкие южнокастильским говорам ла-манчского и андалузского диалектов. На северо-западе Эстремадуры сохраняются эстремадурские говоры, относящиеся к астуро-леонскому языковому ареалу. Со второй половины XX века на основе данных говоров предпринимаются попытки выработки литературной нормы эстремадурского языка. Помимо этого, в трёх селениях комарки Сьерра-де-Гата на северо-западе Эстремадуры сохраняется галисийско-португальский диалект фала, испытавший эстремадурское влияние. В некоторых населённых пунктах на границе с Португалией (Оливенса, Седильо, Эррера-де-Алькантара) представители старшего поколения владеют португальским языком.

## Особенности культуры
По различию в культурно-бытовых чертах Эстремадура делится на два региона — северный, относящийся к центральному этнографическому ареалу Испании вместе с Кастилией и Леоном, Кастилией и Ла-Манчей, а также Мадридом, и южный, относящийся к южному этнографическому ареалу вместе с Андалусией.
Эстремадурский музыкальный фольклор на севере близок к музыке Кастилии и Леона, на юге — к музыке Андалусии.
Для женского традиционного костюма Эстремадуры характерны филигранные украшения, богатая вышивка шёлком, золотом и серебром. В Эстремадуре народные костюмы были повседневной одеждой длительное время — вплоть до второй половины XX века.